# Utopia Planitia

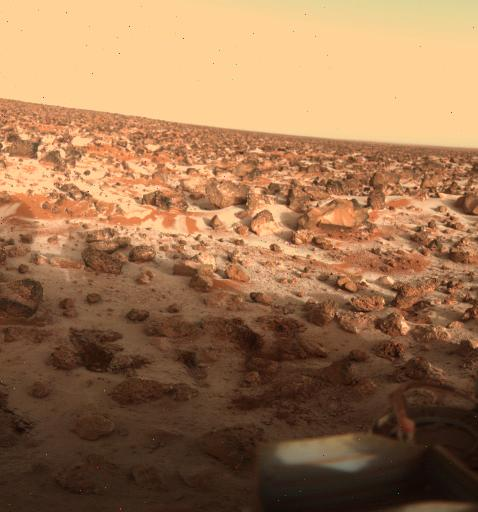
Bild från Utopia Planitia, tagen av Viking 2 landaren 18 maj 1979

Utopia Planitia är en lavaslätt i nedslagskratern Utopia på planeten Mars. Området befinner sig på planens norra halvklot och valdes som landningsplats för den amerikanska Viking 2 landaren såväl som den kinesiska Tianwen-1 farkosten.